# Meet Me in the City
Meet Me in the City è una canzone di Bruce Springsteen, registrata nel 1979 e pubblicata nel 2015 come primo singolo estratto dalla raccolta di outtake The Ties That Bind: The River Collection.